# Oligia scriptonova
Oligia scriptonova är en fjärilsart som beskrevs av Emilio Berio 1-76-77 [1977. Oligia scriptonova ingår i släktet Oligia och familjen nattflyn. Inga underarter finns listade i Catalogue of Life.